# باول وليامز (لاعب كرة قدم أمريكية أمريكي)
باول وليامز (بالإنجليزية: Paul Williams)‏ هو لاعب كرة قدم أمريكية أمريكي، ولد في 14 أبريل 1963.

## وصلات خارجية
- بول وليامز على موقع JustSportsStats.com (الإنجليزية)